# Munchhausen
Pour les articles homonymes, voir Münchausen.
Munchhausen (prononcer [mynʃaʊzən] ou [mynçaʊzən]) est une commune française située dans la circonscription administrative du Bas-Rhin et, depuis le 1er janvier 2021, dans le territoire de la Collectivité européenne d'Alsace, en région Grand Est.
Cette commune se trouve dans la région historique et culturelle d'Alsace.
Ses habitants s'appellent les Munchhausennois(es).
On y retrouve le lac de la Sauer.

## Géographie
Munchhausen est une petite commune de l'Outre-Forêt se situant entre Lauterbourg au nord (en passant par Mothern, le village voisin le plus proche) et Seltz au sud, au confluent du Rhin et de la Sauer. Le village est constitué de deux parties :
- le haut-village, qui surplombe le bas-village d'une quinzaine de mètres ;
- le bas-village, construit sur l'ancien lit du Rhin. Celui-ci est protégé des crues du fleuve par des digues.

Lorsque l'on va vers l'ouest en direction de Wintzenbach, on grimpe 600 à 800 mètres après le village sur une colline qui est un point culminant. Cette colline s'appelle le Winzenbacher Buckel (le dos de Wintzenbach). De là, on a une vue sur la vallée du Rhin proche ainsi que les villes et villages proches — Mothern, Seltz, Schaffhouse-près-Seltz — et plus éloignés — Plittersdorf (de), Steinmauern, Rastatt — et enfin sur l'autre rive du Rhin jusqu'à la Forêt-Noire.

### Hydrographie

#### Réseau hydrographique
La commune est dans le bassin versant du Rhin au sein du bassin Rhin-Meuse. Elle est drainée par le Rhin et la Sauer,.
Le Rhin, long de 1 233 km est le plus long fleuve se déversant dans la mer du Nord et de l'une des voies navigables les plus fréquentées du monde. Il traverse la Suisse, l'Autriche, l'Allemagne et les Pays-Bas et marque la frontière entre l'Allemagne et la France. Les caractéristiques hydrologiques du Rhin sont données par la station hydrologique située sur la commune de Lauterbourg. Le débit moyen mensuel est de 1 190 m3/s. Le débit moyen journalier maximum est de 4 530 m3/s, atteint lors de la crue du 14 mai 1999. Le débit instantané maximal est quant à lui de 4 590 m3/s, atteint le même jour.
La Sauer, d'une longueur de 64 km, prend sa source dans la commune de Lembach et se jette  dans le Rhin en rive gauche sur la commune, après avoir traversé 19 communes.

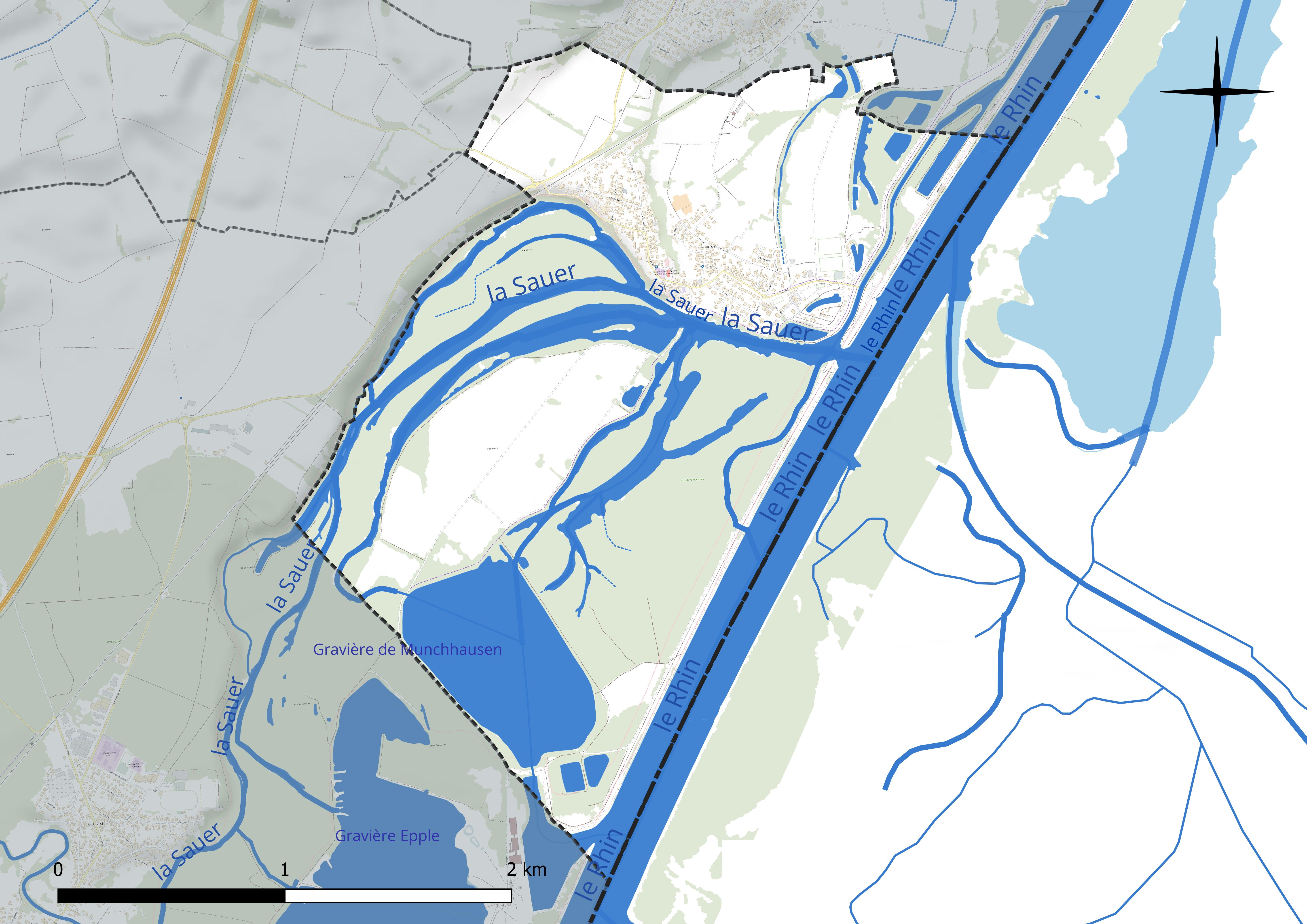
Réseau hydrographique de Munchhausen.

Un plan d'eau complète le réseau hydrographique : la gravière de Munchhausen (47 ha),.

#### Gestion et qualité des eaux
Le territoire communal est couvert par le schéma d'aménagement et de gestion des eaux (SAGE) « Ill Nappe Rhin ». Ce document de planification concerne la nappe phréatique rhénane, les cours d'eau de la plaine d'Alsace et du piémont oriental du Sundgau, les canaux situés entre l'Ill et le Rhin et les zones humides de la plaine d'Alsace. Le périmètre s’étend sur 3 596 km2. Il a été approuvé le 17 janvier 2005. La structure porteuse de l'élaboration et de la mise en œuvre est la région Grand Est.
La qualité des cours d’eau peut être consultée sur un site dédié géré par les agences de l’eau et l’Agence française pour la biodiversité.

### Climat
Pour des articles plus généraux, voir Climat du Grand Est et Climat du Bas-Rhin.
En 2010, le climat de la commune est de type climat des marges montargnardes, selon une étude du Centre national de la recherche scientifique s'appuyant sur une série de données couvrant la période 1971-2000. En 2020, Météo-France publie une typologie des climats de la France métropolitaine dans laquelle la commune est exposée à un climat semi-continental et est dans la région climatique  Alsace, caractérisée par une pluviométrie faible, particulièrement en automne et en hiver, un été chaud et bien ensoleillé, une humidité de l’air basse au printemps et en été, des vents faibles et des brouillards fréquents en automne (25 à 30 jours).
Pour la période 1971-2000, la température annuelle moyenne est de 10,7 °C, avec une amplitude thermique annuelle de 17,9 °C. Le cumul annuel moyen de précipitations est de 979 mm, avec 11,6 jours de précipitations en janvier et 10,3 jours en juillet. Pour la période 1991-2020, la température moyenne annuelle observée sur la station météorologique de Météo-France la plus proche, « Scheibenhard », sur la commune de Scheibenhard à 6 km à vol d'oiseau, est de 11,8 °C et le cumul annuel moyen de précipitations est de 739,0 mm. 
La température maximale relevée sur cette station est de 38,8 °C, atteinte le 7 août 2015 ; la température minimale est de −15,2 °C, atteinte le 11 janvier 2009,,.
Les paramètres climatiques de la commune ont été estimés pour le milieu du siècle (2041-2070) selon différents scénarios d'émission de gaz à effet de serre à partir des nouvelles projections climatiques de référence DRIAS-2020. Ils sont consultables sur un site dédié publié par Météo-France en novembre 2022.

## Urbanisme

### Typologie
Au 1er janvier 2024, Munchhausen est catégorisée bourg rural, selon la nouvelle grille communale de densité à sept niveaux définie par l'Insee en 2022.
Elle appartient à l'unité urbaine de Mothern, une agglomération intra-départementale regroupant deux  communes, dont elle est une commune de la banlieue,,. La commune est en outre hors attraction des villes,.

### Occupation des sols
L'occupation des sols de la commune, telle qu'elle ressort de la base de données européenne d’occupation biophysique des sols Corine Land Cover (CLC), est marquée par l'importance des forêts et milieux semi-naturels (48,2 % en 2018), en augmentation par rapport à 1990 (1,3 %). La répartition détaillée en 2018 est la suivante :  forêts (48,2 %), terres arables (16,7 %), eaux continentales (15,3 %), prairies (12,7 %), zones urbanisées (6,8 %), mines, décharges et chantiers (0,3 %). L'évolution de l’occupation des sols de la commune et de ses infrastructures peut être observée sur les différentes représentations cartographiques du territoire : la carte de Cassini (XVIIIe siècle), la carte d'état-major (1820-1866) et les cartes ou photos aériennes de l'IGN pour la période actuelle (1950 à aujourd'hui).

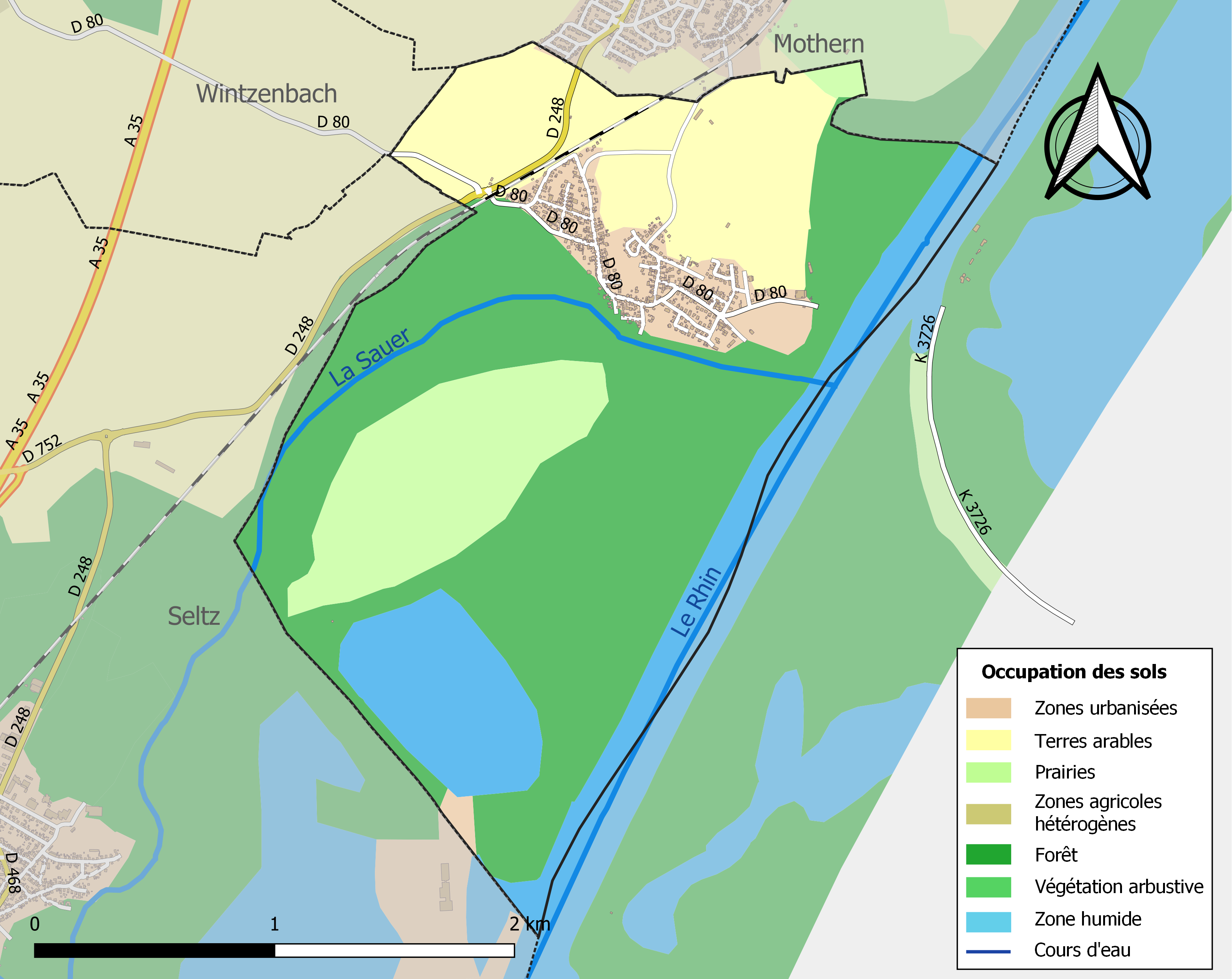
Carte des infrastructures et de l'occupation des sols de la commune en 2018 (CLC).

### Transports
Une piste cyclable passe dans les environs, le long du Rhin et traverse la réserve naturelle. Elle fait partie du réseau transfrontalier de pistes cyclables de la plaine rhénane.

## Toponymie
- Minichhause en francique méridional. Münchhausen en allemand.

Le nom du village a évolué à travers le temps. À l'origine, on pouvait ainsi voir par exemple Menihusa.
Le nom peut être décomposé en deux termes allemands : der Mönch, à savoir « moine » et das Haus, à savoir « maison, demeure ».
En moyen haut-allemand, le pluriel en est Husen tandis que cela donne plutôt Hausen en allemand contemporain. On retrouve les différentes formes en Alsace, en plus des formes ayant résulté des différents processus de francisation : House ou Hause.
Le village s'appelle ainsi « maisons des moines » (au pluriel).
Le village a un quasi-homonyme dans le Haut-Rhin : Munchhouse.

## Histoire
Munchhausen fut autrefois un village de pêcheurs. On peut d'ailleurs voir un poisson sur son blason.

## Politique et administration
| Période | Période  | Identité       | Étiquette | Qualité                           |
| ------- | -------- | -------------- | --------- | --------------------------------- |
| 1980    | 1995     | Gilles Meyer   |           |                                   |
| 1995    | 2020     | Richard Stoltz | UMP       | Conseiller général de 2001 à 2015 |
| 2020    | En cours | Sandra Ruck    |           | Professeur des écoles             |

## Population et société

### Démographie
L'évolution du nombre d'habitants est connue à travers les recensements de la population effectués dans la commune depuis 1793. Pour les communes de moins de 10 000 habitants, une enquête de recensement portant sur toute la population est réalisée tous les cinq ans, les populations de référence des années intermédiaires étant quant à elles estimées par interpolation ou extrapolation. Pour la commune, le premier recensement exhaustif entrant dans le cadre du nouveau dispositif a été réalisé en 2008.

En 2022, la commune comptait 799 habitants, en évolution de +9,15 % par rapport à 2016 (Bas-Rhin : +3,17 %, France hors Mayotte : +2,11 %).
| 1793 | 1800 | 1806 | 1821 | 1831 | 1836 | 1841 | 1846 | 1851 |
| ---- | ---- | ---- | ---- | ---- | ---- | ---- | ---- | ---- |
| 323  | 404  | 476  | 692  | 769  | 800  | 795  | 821  | 842  |

| 1856 | 1861 | 1866 | 1871 | 1875 | 1880 | 1885 | 1890 | 1895 |
| ---- | ---- | ---- | ---- | ---- | ---- | ---- | ---- | ---- |
| 698  | 745  | 808  | 648  | 625  | 613  | 606  | 552  | 564  |

| 1900 | 1905 | 1910 | 1921 | 1926 | 1931 | 1936 | 1946 | 1954 |
| ---- | ---- | ---- | ---- | ---- | ---- | ---- | ---- | ---- |
| 571  | 550  | 559  | 559  | 560  | 543  | 543  | 544  | 536  |

| 1962 | 1968 | 1975 | 1982 | 1990 | 1999 | 2006 | 2008 | 2013 |
| ---- | ---- | ---- | ---- | ---- | ---- | ---- | ---- | ---- |
| 578  | 599  | 661  | 651  | 651  | 692  | 725  | 735  | 702  |

| 2018 | 2022 | - | - | - | - | - | - | - |
| ---- | ---- | - | - | - | - | - | - | - |
| 793  | 799  | - | - | - | - | - | - | - |

### Associations
Le village compte les associations suivantes :
- le club de football FCM (Football Club Munchhausen), en entente depuis 2005 avec le village voisin de Mothern, sous le nom EMM (Entente Mothern Munchhausen). Le club est sous la présidence de Serge Gabel depuis 2019 ;
- l'amicale du corps des sapeurs pompiers volontaires, sous la présidence de François Fritz ;
- la chorale Sainte Cécile, sous la présidence de Mariette Gerber ;
- le « Bengeles », qui comprend le club de gymnastique et la fanfare, sous la présidence de Christian Meichel ;
- l'association de pêche et de pisciculture, sous la présidence de Francis Neichel.

### Environnement
ATMO Grand Est, organisme chargé de la surveillance de la qualité de l'air, assure le contrôle du rayonnement gamma ambiant dans la commune.
La maison de la nature du Delta de la Sauer et d'Alsace du nord, labellisée Centre d'Initiation à la Nature et à l'Environnement (CINE), est installée dans l'ancien presbytère. Le toit de la verrière est composé, en plus du verre, d'une partie en bois prenant la forme d'une barque traditionnelle renversée. La petite mare à l'extérieur confirme les origines du village, à savoir la pêche.
La réserve naturelle du Delta de la Sauer, qui est un site naturel protégé. La station ornithologique étudie intégralement depuis 1972 les espèces d'oiseaux de la réserve. Toutes les années, des opérations de baguage sont organisées dans ce but.

## Culture locale et patrimoine

### Lieux et monuments
- L'église de Munchhausen date de 1840, elle est de style « Renaissance Italienne » du fait qu'elle possède des copies de nombreuses œuvres italiennes (peintures, sculptures, décorations des vitraux, plafond à caissons). Elle se situe à côté de la mairie et du cimetière, au haut-village.

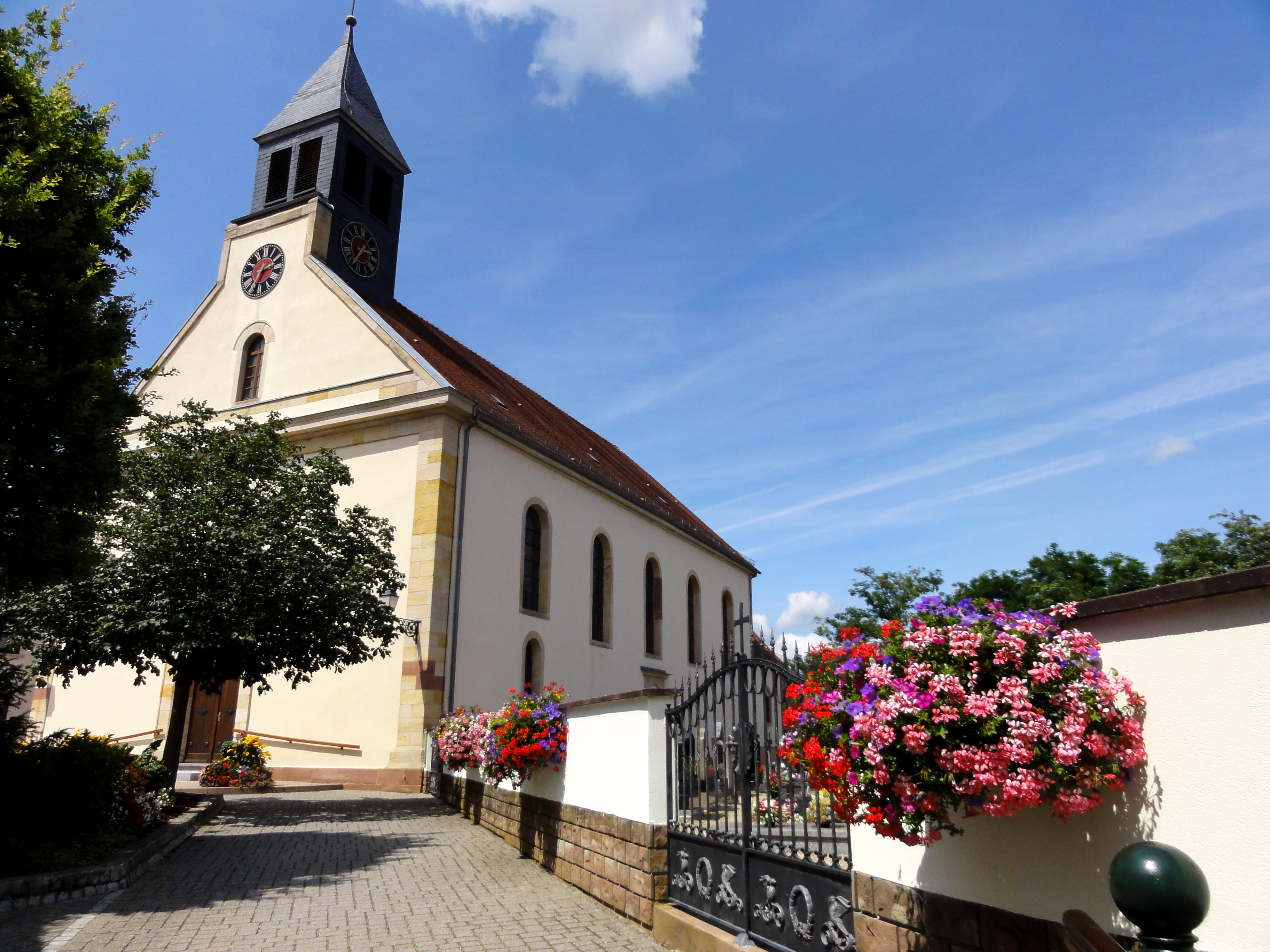
Église Saint-Pantaléon.
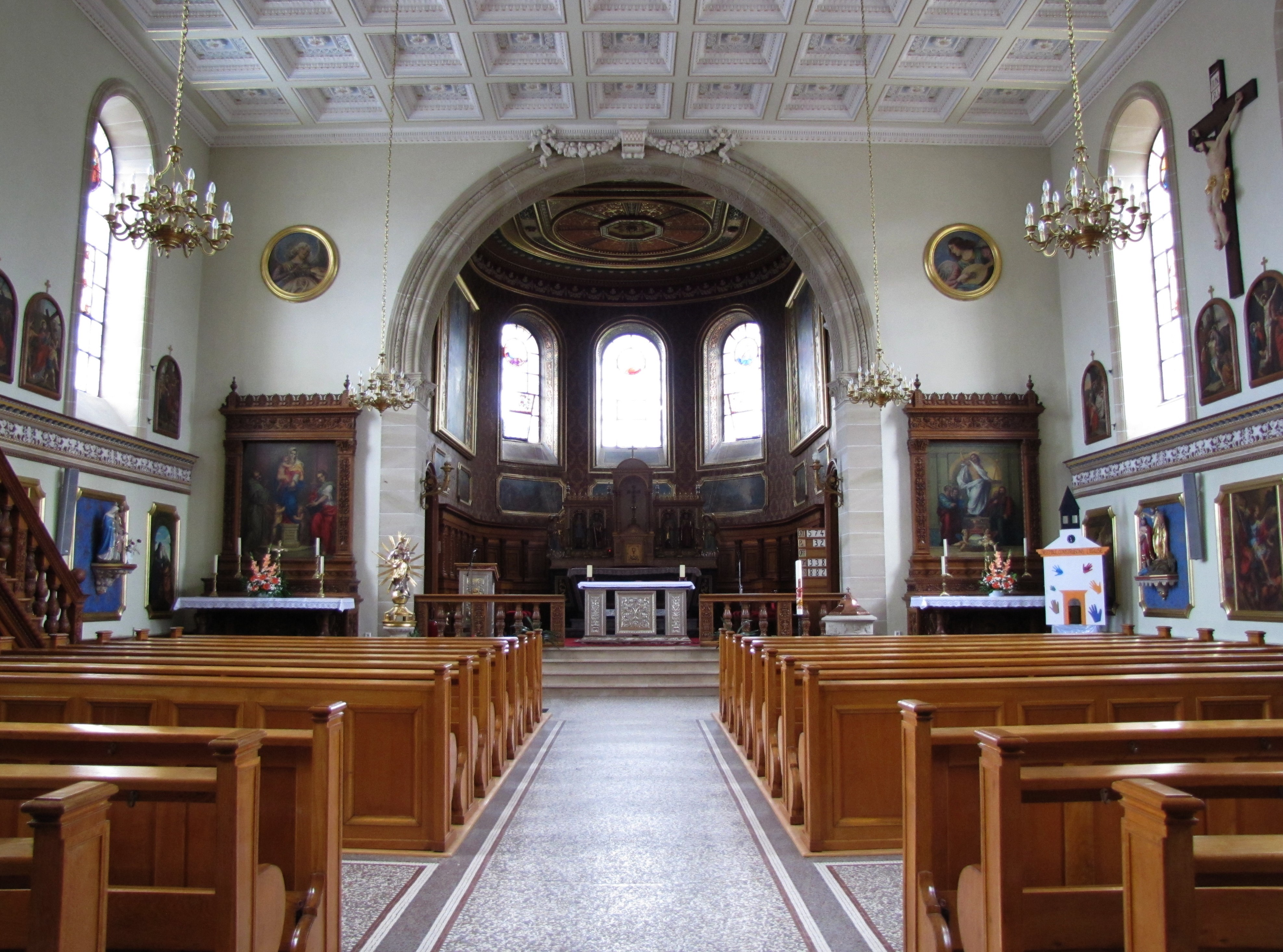
Vue intérieure de la nef vers le chœur.
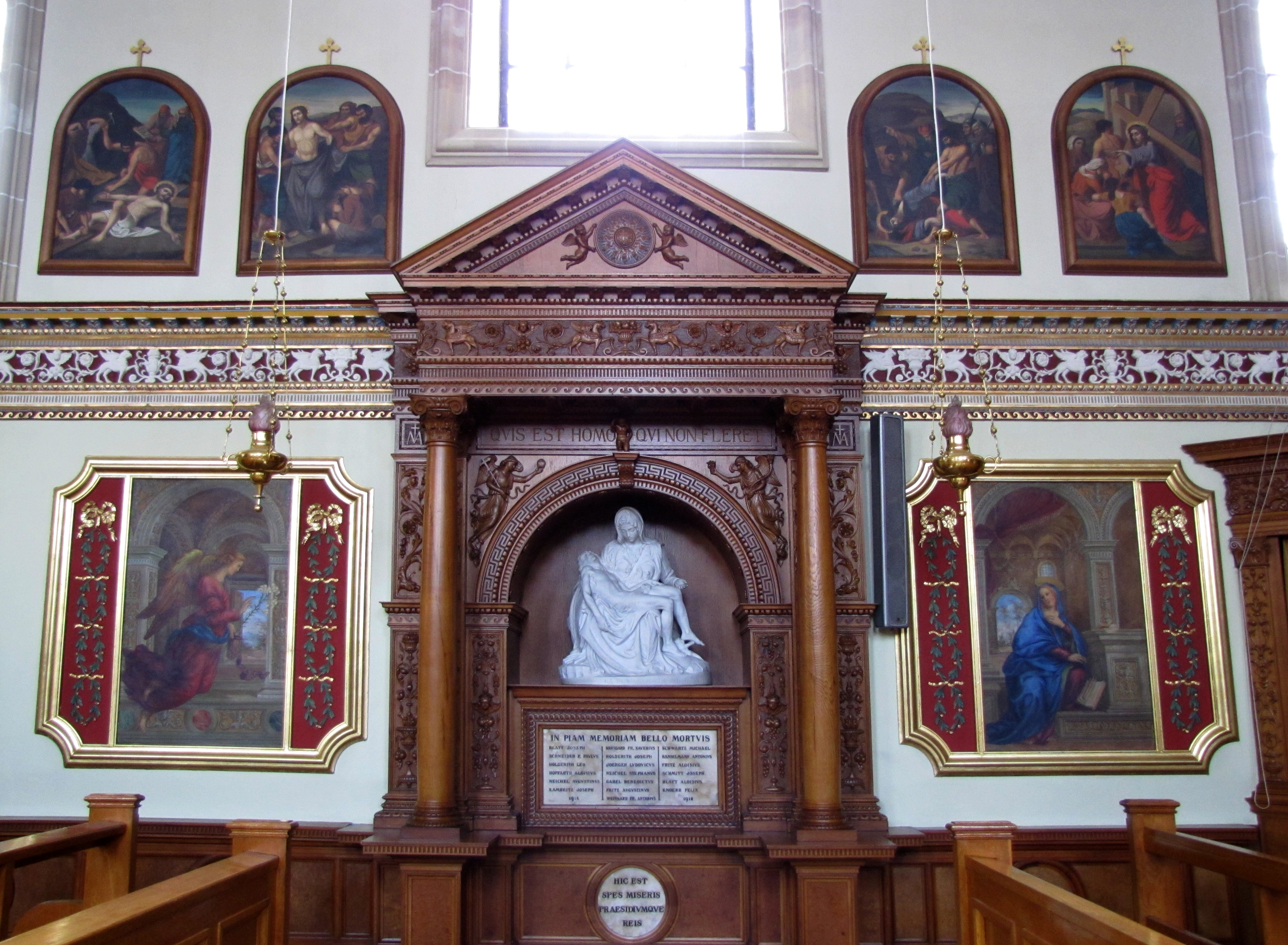
Autel secondaire « Vierge de Pitié » (XXe).
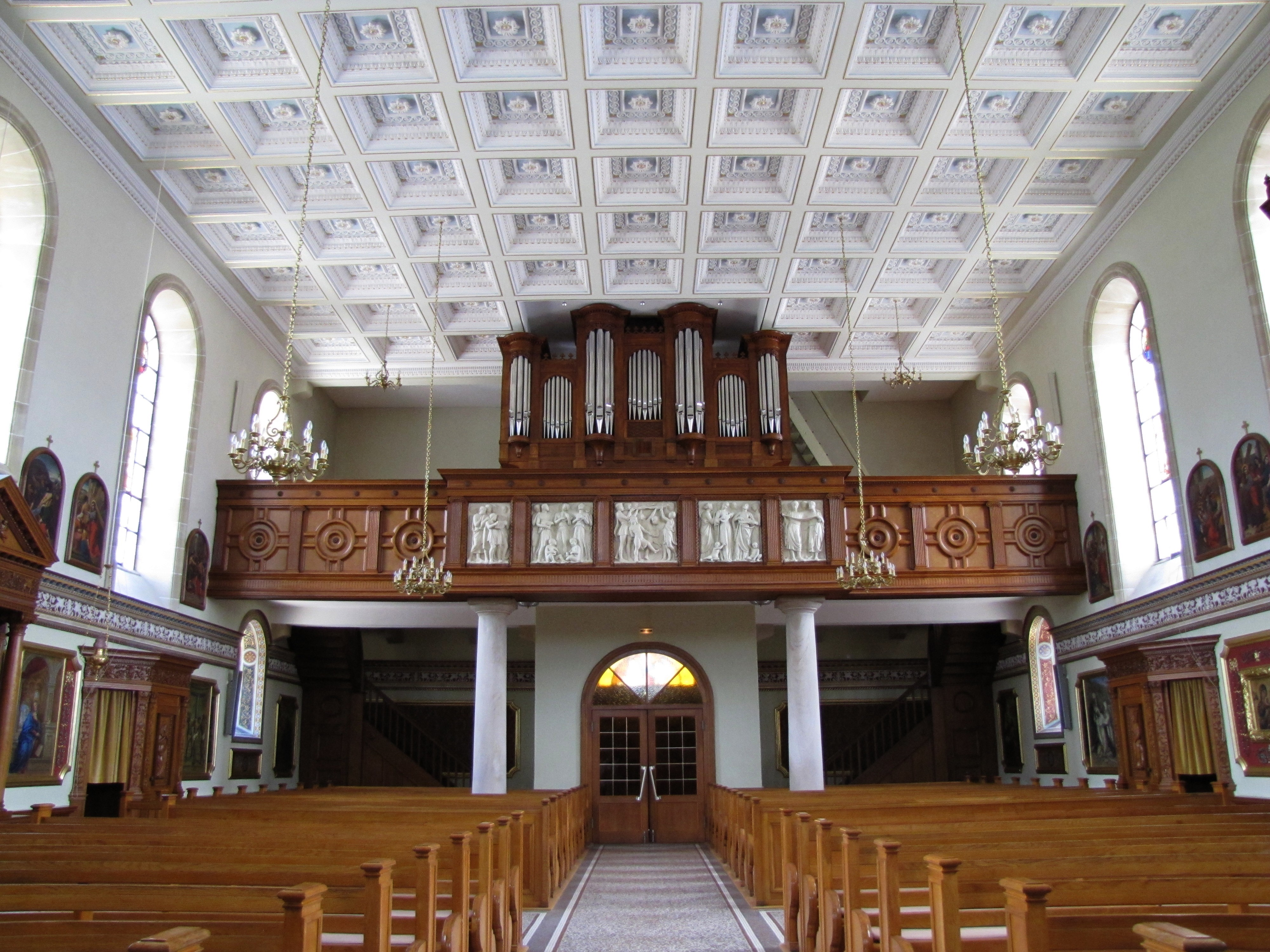
Vue intérieure de la nef vers la tribune de l'orgue Stiehr-Mockers (1878).

- Le barrage à poutrelles, se situant au niveau de la Sauer juste avant l'entrée dans la réserve, est l'un des rares encore existants le long du fleuve. La piste cyclable passe juste à côté. Sa dernière mise en œuvre s'est faite lors de la crue du Rhin de 1989.
- La bascule publique est une relique du passé qui est encore en état de fonctionnement. Elle se situe à l'entrée du village.
- Le barrage à clapet, qui fonctionne depuis 1993. Il est situé à l'embouchure de la Sauer dans le Rhin. C'est un ouvrage exceptionnel en Europe, puisque c'est un clapet reposant dans l'eau en dehors des périodes de crues, remonté à la verticale et faisant office de digue lors des saisons des hautes eaux. L'ouvrage fait 60 mètres de long et 7 mètres de haut et son mouvement est possible grâce à des vérins hydrauliques d'une force de 350 tonnes chacun.

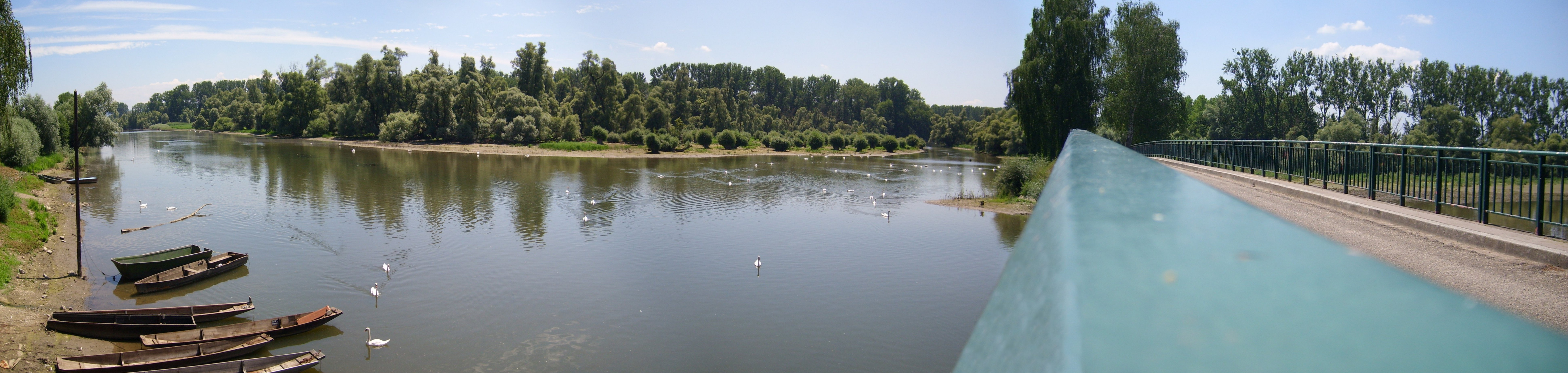
La Sauer à Munchhausen, vue du pont.

- Munchhausen possède aussi un camping d'environ 300 places.
- Le village est coté « 2 fleurs » au Concours des Villes et Villages Fleuris.

### Héraldique
| Blason de Munchhausen | Blason  | Parti : au premier d'azur au poisson d'argent posé en pal, au second d'or au lion de gueules. |
| Blason de Munchhausen | Détails |                                                                                               |